# Liste der Einträge im National Register of Historic Places im Polk County (Oregon)
Diese Liste der Einträge im National Register of Historic Places im Polk County (Oregon) enthält alle im Polk County, Oregon in das National Register of Historic Places eingetragenen Gebäude, Bauwerke, Objekte, Stätten oder historischen Distrikte.
Diese Liste entspricht dem Bearbeitungsstand des National Park Service/National Register of Historic Places vom 11. Oktober 2024.

## Legende
| NRHP | Historic Place             |
| HD   | National Historic District |

## Aktuelle Einträge
| [ 2 ] | Name                                     | Bild                                   | Eintragsdatum                  | Lage                                                                                       | Ort              | Beschreibung |
| ----- | ---------------------------------------- | -------------------------------------- | ------------------------------ | ------------------------------------------------------------------------------------------ | ---------------- | ------------ |
| 1     | Beulah Methodist Episcopal Church        | weitere Bilder                         | 31. Dez. 2002 ID-Nr. 02001638  | 242 North Main 44° 51′ 59″ N, 123° 25′ 49″ W                                               | Falls City       |              |
| 2     | Harrison Brunk House                     | weitere Bilder                         | 6. Mai 1975 ID-Nr. 75001599    | Brunks Corner und Oregon Route 22 44° 56′ 1″ N, 123° 8′ 48″ W                              | Brunks Corner    |              |
| 3     | Burford-Stanley House                    | weitere Bilder                         | 24. Feb. 2022 ID-Nr. 100007458 | 342 Monmouth Ave. South 44° 50′ 45,2″ N, 123° 14′ 15″ W                                    | Monmouth         |              |
| 4     | James S. and Jennie M. Cooper House      | James S. and Jennie M. Cooper House    | 22. Feb. 1988 ID-Nr. 88000092  | 242 D Street 44° 51′ 1,5″ N, 123° 11′ 11,7″ W                                              | Independence     |              |
| 5     | Joseph and Priscilla Craven House        | Joseph and Priscilla Craven House      | 5. März 1998 ID-Nr. 98000210   | 858 E. Main Street 44° 50′ 56″ N, 123° 13′ 30″ W                                           | Monmouth         |              |
| 6     | Dallas Cinema                            | Dallas Cinema                          | 28. Okt. 2022 ID-Nr. 100008328 | 166 SE Mill Street 44° 55′ 17,8″ N, 123° 18′ 56,9″ W                                       | Dallas           |              |
| 7     | Dallas Downtown Historic District        | weitere Bilder                         | 24. Mai 2024 ID-Nr. 100010387  | zwischen der Washington, Church, Oak und Jefferson Street 44° 55′ 17,4″ N, 123° 19′ 0,1″ W | Dallas           |              |
| 8     | Dallas Tannery                           | Dallas Tannery                         | 6. Nov. 1980 ID-Nr. 80003379   | 505 SW Levens Street 44° 55′ 32″ N, 123° 19′ 9″ W                                          | Dallas           |              |
| 9     | Dr. John E. and Mary D. Davidson House   | Dr. John E. and Mary D. Davidson House | 28. Feb. 1985 ID-Nr. 85000371  | 887 Monmouth Street 44° 51′ 3,2″ N, 123° 11′ 46,5″ W                                       | Independence     |              |
| 10    | Walter J. Domes House                    | Walter J. Domes House                  | 9. März 1990 ID-Nr. 90000373   | 8240 Pacific Highway W. 45° 3′ 14,2″ N, 123° 12′ 23,9″ W                                   | Rickreall        |              |
| 11    | Kersey C. Eldridge House                 | Kersey C. Eldridge House               | 14. Juli 1988 ID-Nr. 88001040  | 675 Monmouth Street 44° 51′ 3,2″ N, 123° 11′ 35,6″ W                                       | Independence     |              |
| 12    | Fort Yamhill Site                        | weitere Bilder                         | 27. Juli 1971 ID-Nr. 71000681  | 32130–37008 3 Rivers Highway 45° 4′ 8,2″ N, 123° 34′ 12,2″ W                               | Grand Ronde      |              |
| 13    | Grand Ronde Rail Depot                   | Grand Ronde Rail Depot                 | 26. Dez. 2012 ID-Nr. 12001092  | 8615 Grand Ronde Road 45° 3′ 36,1″ N, 123° 36′ 38,6″ W                                     | Grand Ronde      |              |
| 14    | Graves–Fisher–Strong House               | Graves–Fisher–Strong House             | 20. Juni 1985 ID-Nr. 85001336  | 391 E. Jackson Street 44° 50′ 59″ N, 123° 13′ 51″ W                                        | Monmouth         |              |
| 15    | Jesse and Julia Harritt House            | Jesse and Julia Harritt House          | 2. Apr. 1999 ID-Nr. 99000356   | 2280 Wallace Rd. NW 44° 58′ 0,2″ N, 123° 3′ 27,8″ W                                        | Salem            |              |
| 16    | Sarah Helmick State Park                 | weitere Bilder                         | 9. Mai 2022 ID-Nr. 100007759   | 10485 Helmick Road 44° 46′ 54,5″ N, 123° 14′ 16,4″ W                                       | Monmouth, Vorort |              |
| 17    | John W. Howell House                     | John W. Howell House                   | 10. Sep. 1987 ID-Nr. 87001536  | 212 N. Knox Street 44° 50′ 59″ N, 123° 13′ 59″ W                                           | Monmouth         |              |
| 18    | Independence Historic District           | weitere Bilder                         | 1. März 1989 ID-Nr. 89000048   | zwischen der Butler, Main, G und Ninth Street 44° 51′ 2″ N, 123° 11′ 23″ W                 | Independence     |              |
| 19    | Independence National Bank               | weitere Bilder                         | 6. Nov. 1986 ID-Nr. 86003182   | 302 S. Main Street 44° 51′ 3,7″ N, 123° 11′ 5,4″ W                                         | Independence     |              |
| 20    | Parker School                            | Parker School                          | 16. Juni 1989 ID-Nr. 89000514  | 8900 Parker Road 44° 46′ 47″ N, 123° 12′ 38″ W                                             | Independence     |              |
| 21    | John Phillips House                      | weitere Bilder                         | 15. März 1976 ID-Nr. 76001588  | nordwestlich von Salem an der Spring Valley Road 45° 1′ 40″ N, 123° 7′ 29″ W               | Salem            |              |
| 22    | Polk County Bank                         | weitere Bilder                         | 6. Nov. 1986 ID-Nr. 86003179   | 295 E. Main Street 44° 50′ 54″ N, 123° 13′ 55″ W                                           | Monmouth         |              |
| 23    | Riley–Cutler House                       | weitere Bilder                         | 3. Apr. 1980 ID-Nr. 80003380   | 11510 Pedee Creek Road 44° 46′ 6,2″ N, 123° 26′ 43,8″ W                                    | Monmouth, Vorort |              |
| 24    | Ritner Creek Bridge                      | weitere Bilder                         | 29. Nov. 1979 ID-Nr. 79002147  | südlich von Pedee 44° 43′ 44″ N, 123° 26′ 28″ W                                            | Monmouth         |              |
| 25    | Saint Patrick’s Roman Catholic Church    | Saint Patrick’s Roman Catholic Church  | 5. Feb. 1987 ID-Nr. 87000040   | 330 Monmouth Street 44° 51′ 4,8″ N, 123° 11′ 16,2″ W                                       | Independence     |              |
| 26    | Edward W. St. Pierre House               | Edward W. St. Pierre House             | 21. Feb. 1989 ID-Nr. 89000050  | 2425 Eola Drive 44° 56′ 40,5″ N, 123° 4′ 55″ W                                             | Salem            |              |
| 27    | Eleanor Sherman House                    | Eleanor Sherman House                  | 21. Feb. 1989 ID-Nr. 89000054  | 175 N. Craven Street 44° 50′ 58″ N, 123° 13′ 31″ W                                         | Monmouth         |              |
| 28    | Spring Valley Presbyterian Church        | weitere Bilder                         | 15. Mai 1974 ID-Nr. 74001717   | südöstlich von McCoy 45° 0′ 45,9″ N, 123° 7′ 42,7″ W                                       | Salem, Vorort    |              |
| 29    | Spring Valley School                     | Spring Valley School                   | 9. Feb. 2018 ID-Nr. 100002097  | 8295 Spring Valley Road NW 45° 3′ 14,3″ N, 123° 5′ 55,4″ W                                 | Zena             |              |
| 30    | Union Street Railroad Bridge and Trestle | weitere Bilder                         | 11. Jan. 2006 ID-Nr. 05001520  | an der Straßenkreuzung der Union und Water Street 44° 56′ 49,6″ N, 123° 2′ 31,2″ W         | Salem            |              |
| 31    | George A. Wells Jr. House                | George A. Wells Jr. House              | 22. Dez. 1981 ID-Nr. 81000521  | 10635 Buena Vista Road 44° 46′ 47″ N, 123° 9′ 5″ W                                         | Independence     |              |
| 32    | Old West Salem City Hall                 | weitere Bilder                         | 1. Juni 1990 ID-Nr. 90000841   | 1320 Edgewater St. NW 44° 56′ 23″ N, 123° 3′ 33″ W                                         | Salem            |              |
| 33    | J. A. Wheeler House                      | J. A. Wheeler House                    | 6. Nov. 1986 ID-Nr. 86003177   | 386 Monmouth Street 44° 51′ 4,9″ N, 123° 11′ 19,3″ W                                       | Independence     |              |
| 34    | A. K. Wilson Building                    | A. K. Wilson Building                  | 31. Juli 1998 ID-Nr. 98000952  | 887 Main Street 44° 55′ 14,5″ N, 123° 19′ 1,4″ W                                           | Dallas           |              |